# Snowboard-Weltmeisterschaften 2009
Die 8. Snowboard-Weltmeisterschaften der FIS fanden vom 15. bis 25. Januar 2009 in der südkoreanischen Provinz Gangwon statt. Die Wahl des Austragungsortes erfolgte bereits am 3. Juni 2004 durch die Mitglieder des FIS-Vorstands während des 44. FIS-Kongresses in Miami. Nachdem der Mitbewerber Vail kurz vor der Entscheidung seine Kandidatur zurückgezogen hatte, war der südkoreanische Skiverband einziger Bewerber.

## Programm
Hauptaustragungsstätte war das Hyundai Sungwoo Resort in Hoengseong. Dort fanden neben der Eröffnungszeremonie und der Schlussfeier die Wettbewerbe im Parallelslalom, Parallelriesenslalom, Snowboardcross und in der Halfpipe statt. Der Big-Air-Wettkampf wurde im Jamsil Baseball Stadium in Seoul ausgetragen.
| Datum          | Wettbewerb            |
| -------------- | --------------------- |
| So, 18. Januar | Snowboardcross        |
| Di, 20. Januar | Parallel-Riesenslalom |
| Mi, 21. Januar | Parallelslalom        |
| Fr, 23. Januar | Halfpipe              |
| Sa, 24. Januar | Big Air (nur Männer)  |

## Männer

### Snowboardcross
| Platz | Land       | Sportler              |
| ----- | ---------- | --------------------- |
| 1     | Österreich | Markus Schairer       |
| 2     | Frankreich | Xavier De Le Rue      |
| 3     | USA        | Nick Baumgartner      |
| 4     | Kanada     | Tom Velisek           |
| 5     | USA        | Seth Wescott          |
| 6     | USA        | Graham Watanabe       |
| 7     | Österreich | Hans-Jörg Unterrainer |
| 8     | Österreich | Lukas Grüner          |

| Qualifikation: 17. Januar  |
| Finalläufe: 18. Januar     |
| Hans-Jörg Unterrainer (7.) |
| Lukas Grüner (8.)          |
| Fabio Caduff (9.)          |
| Mario Fuchs (12.)          |
| David Speiser (18.)        |
| Hans Reichen (23.)         |
| Michael Layer (27.)        |
| Ruben Arnold (28.)         |
| Konstantin Schad (38.)     |

### Parallel-Riesenslalom
| Platz | Land       | Sportler           |
| ----- | ---------- | ------------------ |
| 1     | Kanada     | Jasey-Jay Anderson |
| 2     | Frankreich | Sylvain Dufour     |
| 3     | Kanada     | Matthew Morison    |
| 4     | Österreich | Benjamin Karl      |
| 5     | Österreich | Siegfried Grabner  |
| 6     | Österreich | Andreas Prommegger |
| 7     | Schweiz    | Simon Schoch       |
| 8     | Kanada     | Michael Lambert    |

| Datum: 20. Januar       |
| Heinz Inniger (11.)     |
| Marc Iselin (12.)       |
| Maximilian Hafner (28.) |
| Patrick Bussler (31.)   |
| Nevin Galmarini (32.)   |
| Manuel Veith (DSQ)      |

### Parallelslalom
| Platz | Land        | Sportler           |
| ----- | ----------- | ------------------ |
| 1     | Österreich  | Benjamin Karl      |
| 2     | Frankreich  | Sylvain Dufour     |
| 3     | Deutschland | Patrick Bussler    |
| 4     | Slowenien   | Rok Flander        |
| 5     | Schweiz     | Simon Schoch       |
| 6     | Kanada      | Jasey-Jay Anderson |
| 7     | Österreich  | Andreas Prommegger |
| 8     | Kanada      | Matthew Morison    |

| Datum: 21. Januar       |
| Roland Haldi (9.)       |
| Siegfried Grabner (11.) |
| Kaspar Flütsch (17.)    |
| Marc Iselin (18.)       |
| Nevin Galmarini (24.)   |
| Maximilian Hafner (31.) |

### Halfpipe
In diesem Wettbewerb traten 65 Sportler aus 25 Ländern an.
| Platz | Land       | Sportler           |
| ----- | ---------- | ------------------ |
| 1     | Japan      | Ryō Aono           |
| 2     | Kanada     | Jeff Batchelor     |
| 3     | Frankreich | Mathieu Crepel     |
| 4     | Finnland   | Ilkka-Eemeli Laari |
| 5     | Kanada     | Justin Lamoureux   |
| 6     | Finnland   | Markku Koski       |
| 7     | Schweiz    | Christian Haller   |
| 8     | China      | Zeng Xiaoye        |

| Qualifikation: 22. Januar |
| Finale: 23. Januar        |
| Sergio Berger (17.)       |
| Daniel Friberg (29.)      |
| Stephan Maurer (31.)      |
| Ethan Morgan (47.)        |
| Stephan Falkeis (63.)     |

### Big Air
Beim Big Air traten 43 Sportler aus 20 Ländern an.

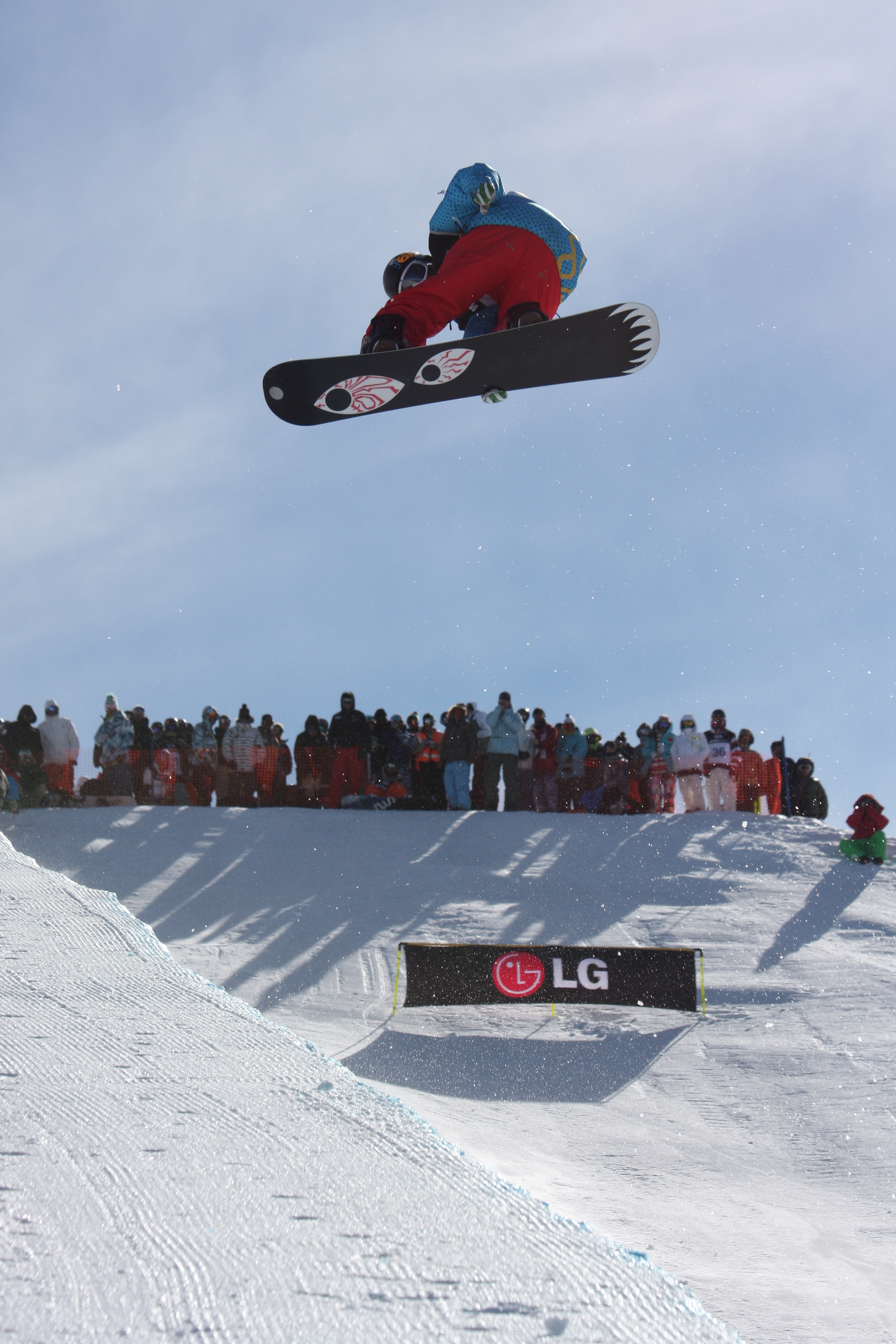
Ethan Morgan

| Platz | Land        | Sportler        |
| ----- | ----------- | --------------- |
| 1     | Finnland    | Markku Koski    |
| 2     | Belgien     | Seppe Smits     |
| 3     | Österreich  | Stefan Gimpl    |
| 4     | Slowenien   | Matevž Petek    |
| 5     | Norwegen    | Tore Holvik     |
| 6     | Finnland    | Petja Piiroinen |
| 7     | Frankreich  | Mathieu Crepel  |
| 8     | Deutschland | Ethan Morgan    |

| Datum: 23. Januar      |
| Stephan Falkeis (9.)   |
| Stephan Maurer (16.)   |
| Benedikt Nadig (23.)   |
| Christian Haller (33.) |

## Frauen

### Snowboardcross
| Platz | Land       | Sportlerin             |
| ----- | ---------- | ---------------------- |
| 1     | Norwegen   | Helene Olafsen         |
| 2     | Schweiz    | Olivia Nobs            |
| 3     | Schweiz    | Mellie Francon         |
| 4     | Kanada     | Maëlle Ricker          |
| 5     | Schweiz    | Sandra Frei            |
| 6     | Dänemark   | Julie Wendel Lundholdt |
| 7     | Österreich | Doresia Krings         |
| 8     | Bulgarien  | Aleksandra Schekowa    |

| Qualifikation: 17. Januar |
| Finalläufe: 18. Januar    |
| Simona Meiler (10.)       |
| Maria Ramberger (14.)     |
| Manuela Riegler (17.)     |
| Gesine Saalfeld (20.)     |
| Susanne Moll (28.)        |

### Parallel-Riesenslalom
| Platz | Land        | Sportlerin              |
| ----- | ----------- | ----------------------- |
| 1     | Österreich  | Marion Kreiner          |
| 2     | Österreich  | Doris Günther           |
| 3     | Schweiz     | Patrizia Kummer         |
| 4     | Japan       | Tomoka Takeuchi         |
| 5     | Russland    | Jekaterina Tudegeschewa |
| 6     | Niederlande | Nicolien Sauerbreij     |
| 7     | Österreich  | Claudia Riegler         |
| 8     | Frankreich  | Nathalie Desmares       |

| Datum: 20. Januar        |
| Fränzi Mägert-Kohli (9.) |
| Amelie Kober (10.)       |
| Selina Jörg (17.)        |
| Anke Karstens (31.)      |
| Heidi Neururer (DSQ)     |

### Parallelslalom
| Platz | Land       | Sportlerin              |
| ----- | ---------- | ----------------------- |
| 1     | Schweiz    | Fränzi Mägert-Kohli     |
| 2     | Österreich | Doris Günther           |
| 3     | Russland   | Jekaterina Tudegeschewa |
| 4     | Österreich | Heidi Neururer          |
| 5     | Österreich | Claudia Riegler         |
| 6     | Japan      | Eri Yanetani            |
| 7     | Österreich | Marion Kreiner          |
| 8     | Kanada     | Alexa Loo               |

| Datum: 21. Januar     |
| Selina Jörg (9.)      |
| Heidi Krings (14.)    |
| Patrizia Kummer (24.) |
| Anke Karstens (29.)   |
| Amelie Kober (31.)    |

### Halfpipe
An diesem Wettbewerb nahmen 41 Starterinnen aus 17 Ländern teil.
| Platz | Land       | Sportlerin        |
| ----- | ---------- | ----------------- |
| 1     | China      | Liu Jiayu         |
| 2     | Australien | Holly Crawford    |
| 3     | Polen      | Paulina Ligocka   |
| 4     | Japan      | Sōko Yamaoka      |
| 5     | Japan      | Shiho Nakashima   |
| 6     | Spanien    | Queralt Castellet |
| 7     | China      | Sun Zhifeng       |
| 8     | Japan      | Rana Okada        |

| Qualifikation: 22. Januar |
| Finale: 23. Januar        |
| Andrea Schuler (15.)      |
| Ursina Haller (17.)       |
| Sina Candrian (34.)       |

## Medaillenspiegel
| Platz  | Land        |   |   |   |    |
| ------ | ----------- | - | - | - | -- |
| 1      | Österreich  | 3 | 2 | 1 | 6  |
| 2      | Schweiz     | 1 | 1 | 2 | 4  |
| 3      | Kanada      | 1 | 1 | 1 | 3  |
| 4      | China       | 1 | – | – | 1  |
| 4      | Finnland    | 1 | – | – | 1  |
| 4      | Japan       | 1 | – | – | 1  |
| 4      | Norwegen    | 1 | – | – | 1  |
| 8      | Frankreich  | – | 3 | 1 | 4  |
| 9      | Australien  | – | 1 | – | 1  |
| 10     | Belgien     | – | 1 | – | 1  |
| 11     | Deutschland | – | – | 1 | 1  |
| 11     | Polen       | – | – | 1 | 1  |
| 11     | Russland    | – | – | 1 | 1  |
| 11     | USA         | – | – | 1 | 1  |
| Gesamt | Gesamt      | 9 | 9 | 9 | 27 |